# 奧波奇諾縣

51°23′N 20°17′E / 51.383°N 20.283°E
奧波奇諾縣（波蘭語：Powiat opoczyński），是波蘭的縣份，位於該國中部，由羅茲省負責管轄，首府設於奧波奇諾，面積1,039平方公里，2006年人口78,659，人口密度每平方公里76人。